# Escala de Child-Pugh
En medicina, l'escala o classificació de Child-Pugh és un sistema d'estadificació usat per avaluar el pronòstic d'una malaltia hepàtica crònica, principalment la cirrosi hepàtica. Encara que originalment es va usar per predir la probable mortalitat associada a la cirurgia, s'usa ara per determinar el pronòstic, així com els requeriments pel pacient en el seu tractament i la necessitat d'un trasplantament de fetge.

## Escala
L'escala de Child-Pugh empra cinc criteris clínics de la malaltia hepàtica, cada criteri mesurat de l'1 al 3, sent el número 3 el que indica el dany més sever.
| Mesura                     | 1 punt     | 2 punts         | 3 punts                       | Unitats          |
| Bilirubina (total)         | <34 (<2)   | 34-50 (2-3)     | > 50 (> 3)                    | μmol/l (mg/dl)   |
| Albúmina sèrica            | > 3.5      | 2.8-3.5         | <2.8                          | g/l              |
| INR / Temps de protrombina | <1.7 / >50 | 1.7-2.3 / 30-50 | >2.3 / <30                    | sense unitats /% |
| Ascites                    | Absent     | Lleu            | Moderada-Severa (Refractaria) | sense unitat     |
| Encefalopatia hepàtica     | Absent     | Grau I-II       | Grau III-IV                   | sense unitat     |

En la colangitis esclerosant primària i en la colangitis biliar primària, les referències de la bilirubina es canvien per reflectir el fet que en aquestes malalties, és característica una elevació dels nivells de bilirubina conjugada. El límit superior per al primer punt és 68 μmol/l (4 mg/dl) i el límit superior dels 2 punts és de 170 μmol/l (10 mg/dl).

## Interpretació
El dany hepàtic crònic secundari a una cirrosi o altres malalties hepàtiques, es classifica en les classes A, B o C segons Child-Pugh, usant el sumatori de la puntuació de l'escala.
| Punts | Classe | Supervivència a l'any | Supervivència als 2 anys |
| 5-6   | A      | 100%                  | 85%                      |
| 7-9   | B      | 81%                   | 57%                      |
| 10-15 | C      | 45%                   | 35%                      |

Addicional a l'escala de Child-Pugh, s'usa el "model de malaltia hepàtica terminal" o MELD (per les seves sigles en anglès, Model for End Stage Liver Disease), que s'usa amb relació a la predicció de supervivència de pacients en llista d'espera per trasplantaments de fetge.